# Гаспарян, Ашот Михайлович
Ашо́т Миха́йлович Гаспаря́н (17 июня 1902 года, в Баку — 1970, Москва) — уролог, доктор медицинских наук (1939), профессор, заслуженный деятель науки и техники РСФСР и Армянской ССР.

## Биография
Ашот Михайлович Гаспарян родился 17 июня 1902 года в Баку.
- Октябрь 1937 г. — ректор 1-го Харьковского медицинского института.
- 1939 — Доктор медицинских наук,
- 1940 —  профессор.

Ашот Михайлович — организатор кафедр урологии в ВУЗах Оренбурга, Харькова, Одессы. Он подготовил много специалистов–урологов. 

### Научная деятельность
Основным направлением научной деятельности профессора М. Гаспаряна была разработка новых методов хирургического лечения заболеваний мочевого пузыря, а также вопросы истории отечественной урологии.

### Общественная деятельность
Ашот Михайлович был председателем Общества урологов Российской Федерации, а также — Почётным членом  Общества урологов Армянской ССР и Общества урологов Болгарии.
Скончался в 1970 году. Похоронен на Введенском кладбище г. Москвы в родственной могиле, участок 18.

## Публикации
Ашот Михайлович — автор более 100 научных работ, в том числе — 7 монографий:
- 1932 — «Каменная болезнь мочевого пузыря». Москва,
- 1934 — «Отдаленные результаты операции внутренней уретротомии». Москва,
- 1935 — «Хирургическое лечение мужского бесплодия». Москва,
- 1942 — «Новый принцип применения постоянного катетера при восстановлении поврежденной уретры». Чкалов,
- 1959 — «Пластика мочевого пузыря отрезками тонкой кишки» (в соавторстве). Ярославль,
- 1960 — «Пластика мочевого пузыря отрезками тонкой кишки»,
- 1969 — «Руководство по клинической урологии: Заболевания почек и верхних мочевых путей»,
- 1971 — «Очерки по истории отечественной урологии» (в соавторстве). Ленинград,
- и др.

### Достижения
- Доктор медицинских наук (1939)
- Профессор

## Награды
- Орден Трудового Красного Знамени
- Орден «Знак Почёта»
- Заслуженный деятель науки РСФСР
- Заслуженный деятель науки Армянской ССР